# Taktse
Taktse, även stavat Dagzê, är ett härad (dzong) som lyder under Lhasa i Tibet-regionen i sydvästra Kina.